# Ленін в Парижі
«Ленін у Парижі» (рос. «Ленин в Париже») — радянський художній фільм, остання робота в кінематографі режисера Сергія Юткевича. Знятий у 1981 році.

## Сюжет
Фільм присвячений чотирьох рокам, з 1908 по 1912, проведеними російським революціонером Володимиром Леніним в Парижі й про його взаємини з Інессою Арманд. Розповідається про організацію в Парижі першої партійної школи в Лонжюмо. Ігрові сцени у фільмі перемежовуються з історичною хронікою.

## У ролях
- Юрій Каюров — Ленін
- Клод Жад — Інеса Арманд
- Володимир Антоник — Трофімов
- Валентина Свєтлова — Крупська
- Павло Кадочников — Поль Лафарг
- Антоніна Максимова — Лаура Лафарг
- Борис Іванов — Житомирський
- Сергій Пожарський — Монтегюс
- Альберт Філозов — ватажок анархістів
- Олена Коренєва — співачка
- Галина Бєляєва — дівчина-студентка

## Знімальна група
- Режисер-постановник:  Сергій Юткевич
- Режисер-співпостановник:  Леонід Ейдлін
- Сценаристи:  Євген Габрилович,  Сергій Юткевич
- Композитор:  Григорій Фрід
- Оператори: Микола Немоляєв, Борис Травкін
- Художник: Людмила Кусакова